# Martinistenorde der Nederlanden
De Martinistenorde der Nederlanden  is ontstaan uit een reorganisatie van de Ordre Martiniste in 1968. In overeenstemming met Dr. Philippe Encausse, destijds Grootmeester van de Martinisten Orde van Parijs, is een onafhankelijke Orde opgericht, die zichzelf niet ziet als een regionale afdeling, maar als een specifieke oriëntatie binnen het Martinisme.
De Martinistenorde der Nederlanden heeft groepen in verschillende landen van de wereld, waaronder Australië, België, Nederland, Canada, Tsjechië, Verenigd Koninkrijk, Frankrijk, Griekenland, Verenigde Staten en Zweden.